# Nephrotoma javensis
Nephrotoma javensis là một loài ruồi trong họ Ruồi hạc (Tipulidae). Chúng phân bố ở vùng Indomalaya và vùng sinh thái Australia.